# Hyères Aéro Service
"La Compagnie Varoise"
Hyères Aéro Service (code IATA : DR, code OACI : HYE, indicatif radio : IERO), était une compagnie aérienne régionale française basée sur l'aéroport de Toulon-Hyères dans le département du Var en  Provence-Alpes-Côte d'Azur, effectuant du transport à la demande et des liaisons aériennes régulières.

## Histoire

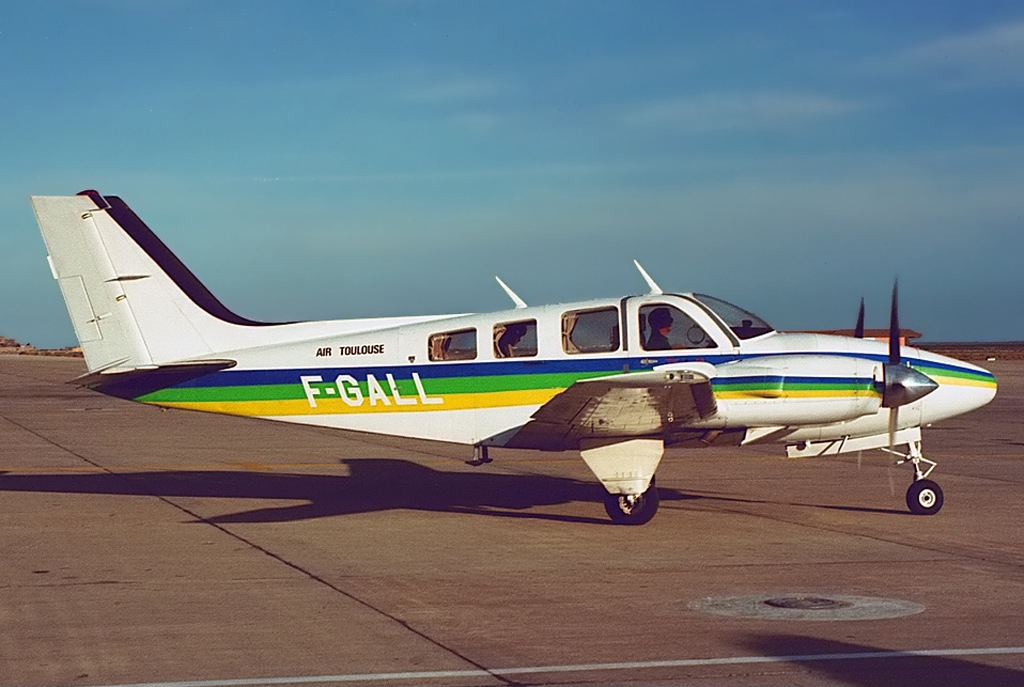
Beechcraft 58 Baron F-GALL d'Air Toulouse en 1990 encore aux couleurs de la compagnie Hyères Aéro Service.

La compagnie a été créée juridiquement par Mr Philippe Cretin, actionnaire majoritaire, le 10 août 1987 mais a commencé ses activités en 1988. Philippe Cretin était également pilote sur Beechcraft.
Gilbert Jouve, gérant de la société "Grand Casino de Hyères", éphémère directeur du Casino, ancien footballeur et garagiste à Marseille, agent immobilier dans le Golfe Persique, promoteur immobilier dans la région (Golf de Hyères-Sainte Eulalie, Casino de Hyères) et hommes d'affaires au Libanétait le second actionnaire.
H.A.S. avait son siège social sur Hyères et les bureaux sur la commune de La Crau dans les premières années pour finir le tout regroupés sur le Port de Hyères. La base opérationnelle était l'aéroport de Toulon-Hyères-Le Palyvestre.
La compagnie effectuait des vols à la demande dans un premier temps puis des vols réguliers ou saisonniers ensuite vers Genève, Strasbourg et Calvi.
Elle avait pour projet la ligne Toulon - Lyon.
Le premier appareil acheté par la compagnie était un Beechcraft Baron 58 pressurisé, immatriculé F-GALL, avec le nom de baptême "Porquerolles" (il arborait le blason de l'ile apposé sur les moteurs).
Gilbert Jouve était le premier client de la compagnie pour ses déplacements professionnels.
La compagnie louait ensuite plusieurs appareils dont un Beechcraft 200 Catpass qui servait exclusivement aux lignes régulières et saisonnières.
Les avions étaient entretenus chez Transair à l'aéroport de Lyon-Bron.
H.A.S. employait 4 hôtesses de l'air, 4 pilotes, 2 hôtesses au sol pour l'aérogare de Hyères, 1 secrétaire de direction, 1 agent de réservation.
La ligne vers Calvi fonctionnait en 1988 et 1989 tandis que celle de Genève et Strasbourg avaient fonctionné en 1989 et 1990. L'avion faisait Toulon/Hyères - Genève - Strasbourg - Genève - Toulon/Hyères.
La ligne Toulon - Genève obtenait  80% de taux d'occupation et celle de Genève - Strasbourg 70%. Celle de Calvi approchait les 100% obligeant parfois à faire plusieurs aller-retours dans la journée.
H.A.S. obtenait un taux d'occupation de 80 % grâce aux passagers en position de "surbooking" de la compagnie Crossair (filiale de Swissair) de la ligne Genève - Marseille. L'avion H.A.S de la ligne Genève - Toulon étant programmé au départ 1 heure après celui du Crossair, les passagers en surréservation pouvaient être replacés par Crossair dans l'avion de Hyères Aéro Service pour Toulon/Hyères (situé à 110 kilomètres de l'aéroport de Marseille).
L'assistance technique et commerciale était assurée par la compagnie Swissair sur l'aéroport de Genève, par la Chambre de commerce et d'industrie de Strasbourg pour l'escale de Strasbourg et par la société Corse CASAVIA pour l'esacle de Calvi.
En 1988 et de nouveau en 1989, Air Corse, qui exploitait déjà les lignes Toulon - Ajaccio et Toulon - Bastia, déposait auprès du Conseil Supérieur de l'Aviation Marchande (CSAM), une demande d'opérer les lignes Toulon - Calvi, Toulon - Genève et Genève - Strasbourg en Fokker 27, soit les mêmes lignes que Hyères Aéro Service. H.A.S. conservait néanmoins l'exploitation de ces lignes pour 4 ans car elle les proposait à l'année et non de façon saisonnières comme voulait le faire Air Corse. Cette dernière déposait le bilan en février 1990.
Suite aux déboires judiciaires de Gilbert Jouve en 1989,, complètement indépendants de Hyères Aéro Service, la société Marseillaise DIRAC (Direction internationale de recherche, d'audit et de conseil) dirigée par l'ariégeois René Pelata, détentrice de la compagnie aérienne DIRAC Aviation, entraient au capital de Hyères Aéro Service fin 1989 en remplacement du co-actionnaire Gilbert Jouve.
DIRAC Aviation exerçait une activité touristico-religieuse vers Lourdes aux moments du pèlerinage, des liaisons régulières au départ de l'aéroport de Tarbes - Lourdes vers Nice, Toulouse et Lyon et des liaisons en hélicoptère entre l'Île-d'Yeu et le continent.
Le Swearingen Metro de 19 places appartenant à DIRAC Aviation ne servait que pour les vols à la demande.
À la suite d'un tragique accident de René Pelata qui mettait à mal sa gérance sur ses sociétés aéronautiques entrainant les faillites en 1990 de DIRAC Aviation, DIRAC Aéronautique, Sud Air Service, DIRAC Composants et d'autres sociétés, DIRAC Aviation faisait plonger également la compagnie Hyères Aéro Service avec elle.
Elle cessait toutes activités en novembre 1991.
L'unique avion dont était propriétaire H.A.S. était revendu par Transair Bron à Air Toulouse, gardant les couleurs de la compagnie H.A.S. (Bleu, vert et jaune).
Seule la ligne de Genève sera reprise en 1992 par Regional Airlines au départ de Hyères.
Philippe Cretin est aujourd'hui Président de la délégation Provence-Alpes-Côte-d'Azurde la Fédération Nationale des Associations d’Usagers des Transports (FNAUT) et de celle de l'association Hyéroise pour le Transport Ferroviaire (AHTF).

## Le réseau
- Toulon - Calvi (ligne saisonnière vacances d'été et d'hiver 1988 et 19989)
- Toulon - Genève (ligne à l'année 1989-1990)
- Genève - Strasbourg (ligne à l'année 1989-1990)

## Flotte
- Beechcraft Baron 58 P immatriculé F-GALL (propriété de H.A.S.)
- Beechcraft A90 King Air immatriculé F-GERH
- Beechcraft 200
- Swearingen métroliner (appartenant à DIRAC Aviation)
- Beechcraft 200 Catpass